# 하두리
하두리(haduri)는 개인용 컴퓨터(PC)의 웹캠에 담긴 이용자의 모습을 쉽게 저장, 편집해 주는 서비스로서, 1999년 10월 서비스를 시작했다. 하두리의 경영권은 2003년 비젼텔레콤에 인수되었다. 비젼텔레콤은 이후 2004년 재무구조 개선을 위해 하두리 주식을 처분하였다.
하두리는 2004년 12월 13일, "러브 팅팅"이라는 이름의 무료 가입 인터넷 미팅 서비스를 오픈하였다.
2000년대 초반 초고속인터넷의 보급과 더불어 큰 인기를 끌었고, 2003년에는 회원수가 2000만명을 돌파하는 등 전성기를 누렸다. 그러나 2000년대 중반부터 디지털 카메라와 폰 카메라가 대중적으로 보급되면서 급격히 인기가 하락하며, 2005년부터는 유행이 싸이월드와 네이버 블로그로 옮겨지게 되었다.